# Knubbig snabblöpare
Knubbig snabblöpare (Bembidion obtusum) är en skalbaggsart som beskrevs av Jean Guillaume Audinet Serville. Knubbig snabblöpare ingår i släktet Bembidion och familjen jordlöpare. Arten är reproducerande i Sverige. Inga underarter finns listade i Catalogue of Life.